# Línea Aérea Amaszonas
Línea Aérea Amaszonas è una compagnia aerea boliviana  che garantisce i collegamenti con le città del nord e del nord-est del paese sudamericano. È stata fondata nell'ottobre del 1998 e ha iniziato le operazioni nel 2000. Ha sede a La Paz e a Santa Cruz de la Sierra, mentre il suo hub principale è l'aeroporto Internazionale di El Alto.

## Storia
La compagnia è stata fondata il 1º ottobre 1998, ma i servizi di volo sono iniziati solo due anni più tardi. Amaszonas è stata fondata come compagnia aerea di bandiera della città di La Paz, offrendo collegamenti con il dipartimento di Beni con rotte non convenzionali utilizzando aeromobili di bassa capacità, incorporando aeromobili Bombardier CRJ200 con l'obiettivo di consolidare la propria posizione sulle principali rotte del Paese e persino di espandersi verso destinazioni internazionali. Il suo nome deriva dalla frase "A Más Zonas" (in italiano A più zone), che ha un suono identico a quello di "Amazonas" (Amazzonia).
Inizialmente, Amaszonas Línea Aérea operava voli charter utilizzando una piccola flotta di Cessna 208 Caravan e Fairchild Swearingen Metroliner a turboelica. Nel 2012, dopo la scomparsa di AeroSur, sono stati acquistati cinque CRJ200 da Avmax Aircraft Leasing Inc. per lanciare i servizi di linea per i passeggeri.
Nel 2015 Amaszonas ha acquistato l'uruguaiana BQB Líneas Aéreas 5 giorni dopo la chiusura delle attività a causa di una crisi iniziata l'anno precedente. A partire dal 4 maggio, la compagnia aerea rileva le rotte operate da BQB prima della chiusura delle operazioni, ovvero l'Aeroparque Jorge Newbery di Buenos Aires e l'Aeroporto Internazionale Silvio Pettirossi di Asunción.
Nell'agosto 2021 il 100% sono state acquistate dalla holding brasiliana con sede negli Stati Uniti NELLA Airlines Group.

## Flotta
Nel 2023 la flotta di Amaszonas è così composta: